# 許思敏
許思敏（英語：Cinda Hui Sze Man，1956年2月23日—），香港女演員，曾於1980至90年代參與香港電台教育電視，主要扮演鹵莽冒失的母親。自1980年代末起以特約演員身份參演過多套影視作品，擅長飾演闊太、師奶、三姑六婆等角色；2017年因在無綫電視處境劇《愛·回家之開心速遞》中飾演清潔女工「群姐（Isabella）」而受到注目；2022年6月由特約演員改簽成為無綫電視基本藝人合約藝員。

## 背景
許思敏出生於九龍油麻地，因太婆關係而具有俄羅斯血統。她從小與兩名胞弟在砵蘭街唐樓中長大，又曾於新界上水彩園邨前身的鐵皮屋生活和飼養禽畜。之後她入讀新界大頭嶺村的東慶學校，再回到昔日官涌佐敦道的聖恩學校完成小學課程，並升讀堅道英文書院九龍分校；在校時曾為班長，因熱愛打扮，故此經常到九龍城獅子石道路邊攤購買化妝品，令其未能完全專注學業。
1970年代初中五畢業後，許思敏任職尖沙咀某間旅行社文員，不久轉向中環百貨公司當英國品牌瑪莉·官（Mary Quant）的化妝品專櫃銷售員；由於技術良好而獲邀擔任新娘化妝師，也曾跟專業人士學習更多上妝技巧。過了一陣子，她亦於喜來登酒店開幕後，轉職旗下商場時裝店如古馳（Gucci）、菲拉格慕等的售貨員，直至1976年便選擇結婚且生兒育女，共當了近十年全職家庭主婦。後來有一天廣告代理商招徠其兒子參與拍攝，同時她也開始演出多個廣告；1988年還受到香港電台教育電視（直至2020年終止）導演邀請，恆常跟兒子合演該節目（因一名飾演母親的演員失約，故獲邀頂替演出）。
許思敏於節目中主要飾演母親角色，但工作只屬兼職性質。某天電視台助導找她參演劇集，遂正式以特約演員身份客串多部影視作品，而戲份較重的是1993年由李修賢招她演出的《八仙飯店之人肉叉燒包》；此前曾在一間速遞公司任職文員至結業為止。1990年代中期，教育電視安排給她的出鏡機會減少，1997年底徹底退出教育電視，同時間主力參演電影。她在2000年代起演出較多電視劇，2009年左右經製作公司安排，於不同社區活動裡唱粵曲，因反應不俗而決定一邊當特約演員，一邊繼續在屋邨活動中獻唱，同時自1997年相隔12年後再次參與教育電視演出。
2017年2月，許思敏有份參與無綫電視處境劇《愛·回家之開心速遞》，飾演威龍百貨清潔部職員「貝拉群（群姐、Isabella）」，初時兩個名字均沒有出現在劇集結尾的演員表上，惟後來角色日漸受觀眾歡迎才名列其中；到2018年成為要角之一，2019年更獲連登討論區網民選為《開心速遞》女神第一位。2022年6月，她正式成為無綫電視基本藝人合約藝員。

## 演出作品

### 劇集
| 首播         | 劇名                  | 角色                                        |
| 無綫電視     |                       |                                             |
| 1989年       | 他來自江湖            | 珠寶展司儀（第30集）                        |
| 1990年       | 香港蛙人              |                                             |
| 1991年       | 命運快車              | 女賓乙                                      |
| 1991年       | 命運快車              | 女賓甲                                      |
| 1991年       | 橫財三千萬            |                                             |
| 1991年       | 卡拉屋企              | 黃家鄰居（第8集）                           |
| 1991年       | 卡拉屋企              | 師奶乙（第33集）                            |
| 1991年       | 我愛玫瑰園            | 八姑姐（第110集）                           |
| 1992年       | 壹號皇庭              | 菲 傭                                       |
| 1992年       | 兄兄我我              | 母 親                                       |
| 1992年       | 大時代                | 街 坊（第25集）                             |
| 1992年       | 九反威龍              | 師奶甲                                      |
| 1994年       | 前世冤家              | 婦 人                                       |
| 1994年       | 壹號皇庭III           | 沈天麗                                      |
| 1994年       | 餐餐有宋家            | 女童母親（第2集）                           |
| 1994年       | 餐餐有宋家            | 藥房客（第66集）                            |
| 1994年       | 餐餐有宋家            | 的士乘客（第89集）                          |
| 1994年       | 餐餐有宋家            | 母 親（第95集）                             |
| 1994年       | 餐餐有宋家            | 藍 藍（第102集）                            |
| 1994年       | 餐餐有宋家            | 何 太（第111集）                            |
| 1994年       | 餐餐有宋家            | 的士乘客（第140集）                         |
| 1994年       | 阿SIR早晨             | 晨運客（第9集）                             |
| 1994年       | 笑看風雲              | 藥鋪店員（第40集）                          |
| 1995年       | 壹號皇庭IV            | 杜永富太太                                  |
| 1995年       | 新同居關係            | 丁 太                                       |
| 1995年       | 刑事偵緝檔案          | 豬肉貴太太（第1集）                         |
| 1995年       | 真情                  | 師 奶（第15集）                             |
| 1995年       | 真情                  | 校 長（第73集）                             |
| 1995年       | 真情                  | 趙 太（第196集）                            |
| 1995年       | 真情                  | 表 妹（第222集）                            |
| 1995年       | 真情                  | 撞破外遇的妻子（第438集）                   |
| 1995年       | 真情                  | 麻雀牌友（第556集）                         |
| 1995年       | 真情                  | 婚介所媒人（第733集）                       |
| 1996年       | 河東獅吼              | 三 姑                                       |
| 1996年       | 笑傲江湖              | 婦 人                                       |
| 1996年       | 闔府統請              | 娜 姐                                       |
| 1996年       | O記實錄II             | 受傷途人                                    |
| 1996年       | 刑事偵緝檔案II        | 蔡 太                                       |
| 1997年       | 皇家反千組            | 媽媽生                                      |
| 1997年       | 難兄難弟              | 侍 應（第6集）                              |
| 1997年       | 狀王宋世傑            | 龜 婆                                       |
| 1997年       | 真命天師              | 菜檔檔主（第6集）                           |
| 1997年       | 鑑証實錄              | 師奶（第12集）                              |
| 1998年       | 鹿鼎記                | 薩滿太太                                    |
| 1998年       | 妙手仁心              | 病人家屬（第1集）                           |
| 1999年       | 先生貴性              | 途 人（第14集）                             |
| 1999年       | 刑事偵緝檔案IV        | 陳師奶（第37 - 40集）                       |
| 1999年       | 狀王宋世傑（貳）      | 村 民                                       |
| 1999年       | 吾係差人              | 師 奶（第7集）                              |
| 1999年       | 命轉情真              | 李 太                                       |
| 1999年       | 衝上人間              | 樓盤客                                      |
| 2000年       | 無業樓民              | 王師奶（第3集）                             |
| 2000年       | 妙手仁心II            | 病人家屬                                    |
| 2001至2002年 | 皆大歡喜（古裝）      | 賊 人（第35集）                             |
| 2001至2002年 | 皆大歡喜（古裝）      | 食 客（第80集）                             |
| 2001至2002年 | 皆大歡喜（古裝）      | 婦 人（第109、286集）                       |
| 2001至2002年 | 皆大歡喜（古裝）      | 顧 客（第131集）                            |
| 2001至2002年 | 皆大歡喜（古裝）      | 馬大嬸（219集）                             |
| 2001年       | 封神榜                | 柳安之妹（第10集）                          |
| 2001年       | 廉政追擊              | 證券行顧客（單元6足球夢）                   |
| 2002年       | 烈火雄心II            | 病人家屬（第6集）                           |
| 2003至2005年 | 皆大歡喜（時裝）      | 借錢師奶（第18集）                          |
| 2003至2005年 | 皆大歡喜（時裝）      | 嬋 姐（第92集）                             |
| 2003至2005年 | 皆大歡喜（時裝）      | 阿 嬸（第152集）                            |
| 2003至2005年 | 皆大歡喜（時裝）      | 盲女人（第175集）                           |
| 2003至2005年 | 皆大歡喜（時裝）      | 茶 客（第200集）                            |
| 2003至2005年 | 皆大歡喜（時裝）      | 歐 太（第216集）                            |
| 2003至2005年 | 皆大歡喜（時裝）      | 姨 母（第240集）                            |
| 2003至2005年 | 皆大歡喜（時裝）      | 華 母（第256集）                            |
| 2003至2005年 | 皆大歡喜（時裝）      | 泳 客（第265集）                            |
| 2003至2005年 | 皆大歡喜（時裝）      | 郭師奶（第291集）                           |
| 2003至2005年 | 皆大歡喜（時裝）      | 愛 母（第331集）                            |
| 2003至2005年 | 皆大歡喜（時裝）      | 工作人員（第337集）                         |
| 2003至2005年 | 皆大歡喜（時裝）      | 老芬友（第351集）                           |
| 2003至2005年 | 皆大歡喜（時裝）      | 師奶丙（第358集）                           |
| 2003至2005年 | 皆大歡喜（時裝）      | 店 員（第412集）                            |
| 2003至2005年 | 皆大歡喜（時裝）      | 尼 姑（第441集）                            |
| 2003年       | 撲水冤家              | 何經理（第8集）                             |
| 2004年       | 怪俠一枝梅            | 龜 婆                                       |
| 2004年       | 無名天使3D            | 師 奶（第13集）                             |
| 2005年       | 同撈同煲              | 鄧鏡塵嬸                                    |
| 2005年       | 胭脂水粉              | 雪                                          |
| 2005年       | 隨時候命              | 家 長                                       |
| 2006年       | 潮爆大狀              | 田美玉                                      |
| 2006年       | 火舞黃沙              | 鋪 民（第6集）                              |
| 2006年       | 鳳凰四重奏            | 母 親（第28集）                             |
| 2006年       | 高朋滿座              | 超市師奶（第7集）                           |
| 2006年       | 高朋滿座              | 烹飪學生（第12集）                          |
| 2006年       | 高朋滿座              | 巴士客（第13集）                            |
| 2006年       | 高朋滿座              | 藥房客人（第67、111集）                     |
| 2006年       | 高朋滿座              | 惡師奶（第102集）                           |
| 2006年       | 高朋滿座              | 祥嫂友（第208集）                           |
| 2006年       | 高朋滿座              | 師 奶（第219集）                            |
| 2007年       | 突圍行動              | 賽馬觀眾（第1集）                           |
| 2007年       | 溏心風暴              | 龍 嬸                                       |
| 2007年       | 缘来自有机            | 顺姐（第8集）                               |
| 2007年       | 同事三分親            | 元朗棋（第94集）                            |
| 2007年       | 同事三分親            | 表姨婆（第191集）                           |
| 2008年       | 和味濃情              | 途 人（第18集）                             |
| 2008年       | 溏心風暴之家好月圓    | 學 徒（第2集）                              |
| 2008年       | 珠光寶氣              | 珠寶店顧客陳太（第11集）                    |
| 2008至2009年 | 畢打自己人            | 容 姐（第12集）                             |
| 2008至2009年 | 畢打自己人            | 顧 客（第213集）                            |
| 2008至2009年 | 畢打自己人            | 包租婆（第283集）                           |
| 2009年       | 老婆大人II            | 師 奶（第6集）                              |
| 2009年       | 絕代商驕              | 師 奶（第15集）                             |
| 2009年       | 烈火雄心3             | 師 奶                                       |
| 2009年       | 蔡鍔與小鳳仙          | 村 婦（第6集）                              |
| 2009年       | 巴不得爸爸…           | 老闆娘（第15集）                            |
| 2009年       | 美麗高解像            | 途 人（第8、10集）                          |
| 2010年       | 五味人生              | 惡太太                                      |
| 2010年       | 老友狗狗              | 芳阿姨（第12集）                            |
| 2010年       | 秋香怒點唐伯虎        | 怡紅院美人（第6集）                         |
| 2010年       | 情越雙白線            | 街 坊（第3集）                              |
| 2010年       | 情越雙白線            | 計程車乘客（第5集）                         |
| 2010年       | 巾幗梟雄之義海豪情    | 梁非凡之家傭（第9集）                       |
| 2010年       | 囧探查过界            | 客 人（第3、6集）                           |
| 2010年       | 美麗高解像            | 路 人（第10集）                             |
| 2011年       | 居家兵團              | 太 太（第11集）                             |
| 2011年       | Only You 只有您       | 母 親（第22集）                             |
| 2011年       | 女拳                  | 賓 客（第3集）                              |
| 2011年       | 點解阿Sir係阿Sir      | 菠菜蓮（第3集）                             |
| 2011年       | 誰家灶頭無煙火        | 菜檔師奶                                    |
| 2011年       | 怒火街頭              | 師 奶（第16集）                             |
| 2011年       | 荃加福祿壽探案        | 管 家（第4集）                              |
| 2011年       | 天與地                | 陳逸辛母親（第15集）                        |
| 2011年       | 結·分@謊情式          | 商場客（第42集）                            |
| 2012年       | 換樂無窮              | 超市顧客（第3集）                           |
| 2012年       | 愛·回家 (第一輯)      | 闊 太（第752、753集）                       |
| 2012年       | 愛·回家 (第一輯)      | Terry 母（第794集）                         |
| 2012年       | 護花危情              | 賓 客                                       |
| 2012年       | 巴不得媽媽...         | 孫 太                                       |
| 2012年       | 天梯                  | 醫院清潔工人                                |
| 2012年       | 法網狙擊              | 師 奶（第4集）                              |
| 2013年       | 情逆三世緣            | 房 客（第13集）                             |
| 2013年       | My盛Lady              | 路 人（第17集）                             |
| 2013年       | 舌劍上的公堂          | 大妗姐（第1集）                             |
| 2013年       | 貓屎媽媽              | 茶餐廳清潔員工（第4集）                     |
| 2014年       | 寒山潛龍              | 婦 人                                       |
| 2014年       | 廉政行動2014          | 醫院大嬸（第2集）                           |
| 2014年       | 使徒行者              | 商場客人                                    |
| 2014年       | 老表，你好hea！       | 夏惠儀                                      |
| 2014年       | 宦海奇官              | 陳大嬸                                      |
| 2015年       | 倩女喜相逢            | 執 媽                                       |
| 2015年       | 愛·回家 (第二輯)      | 海味客人（第808、810、924集）               |
| 2015年       | 愛·回家 (第二輯)      | 華 姐（第898集）                            |
| 2015年       | 愛·回家 (第二輯)      | 歌 手（第942集）                            |
| 2015年       | 愛·回家 (第二輯)      | 方 太（第978集）                            |
| 2015年       | 拆局專家              | 耍太極師奶（第6集）                         |
| 2015年       | 無雙譜                | 善 信（第9集）                              |
| 2016年       | 愛情食物鏈            | 街市客人（第1集）                           |
| 2016年       | 愛·回家之八時入席     | 伍茶室街坊（第4、9、22、41、56、78集）      |
| 2016年       | 愛·回家之八時入席     | 清潔女工（第127集）                         |
| 2016年       | EU超時任務            | 士多老闆娘                                  |
| 2016年       | 末代御醫              | 龜 婆（第1、4集）                           |
| 2016年       | 火線下的江湖大佬      | 街 坊                                       |
| 2016年       | 純熟意外              | 地盤工人（第2、3集）                        |
| 2016年       | 純熟意外              | 村 民（第20集）                             |
| 2016年       | 一屋老友記            | 潔 姐（第23集）                             |
| 2016年       | 完美叛侶              | 包租婆                                      |
| 2016年       | 為食神探              | 花 姐（第14集）                             |
| 2016年       | 巨輪II                | 陳師奶（第19集）                            |
| 2016年       | 來自喵喵星的妳        | 路 人                                       |
| 2016年       | 幕後玩家              | 母 親                                       |
| 2017年至今   | 愛·回家之開心速遞     | 鄺 太（第13集）                             |
| 2017年至今   | 愛·回家之開心速遞     | 師 奶（第48集）                             |
| 2017年至今   | 愛·回家之開心速遞     | 貝拉群（群姐、Isabella）（第106集起）、婆婆 |
| 2017年       | 老表，畢業喇！        | 家 長                                       |
| 2017年       | 使徒行者2             | 牌 友                                       |
| 2017年       | 降魔的                | 龍茂母（第17集）                            |
| 2017年       | 誇世代                | 街市客（第11集）                            |
| 2017年       | 溏心風暴3             | 證 人                                       |
| 2018年       | 波士早晨              | 趙 太                                       |
| 2018年       | 翻生武林              | 神 婆（第9集）                              |
| 2018年       | 果欄中的江湖大嫂      | 張 太（第24集）                             |
| 2018年       | 逆緣                  | 麵店老闆娘                                  |
| 2018年       | BB來了                | 闊 太（第9集）                              |
| 2018年       | 是咁的，法官閣下      | 白黨成員（第1 - 5、7集）                    |
| 2018年       | 跳躍生命線            | 英 姐（第2集）                              |
| 2018年       | 兄弟                  | 褓 母                                       |
| 2019年       | 婚姻合伙人            | 八 姑（第8集）                              |
| 2019年       | 好日子                | 酒樓員工（第15集）                          |
| 2019年       | 十二傳說              | 清潔工（第16、17集）                        |
| 2019年       | 她她她的少女時代      | 失意女（第7、12集）                         |
| 2019年       | 街坊財爺              | 受害人（第2集）                             |
| 2019年       | 金宵大廈              | 內地旅客（第15集）                          |
| 2019年       | 解決師                | 超市客（第2集）                             |
| 2019年       | 牛下女高音            | 單車店老闆娘（第18集）                      |
| 2020年       | 大醬園                | 施大媽（第2集）                             |
| 2020年       | 黃金有罪              | 安 嬸（第14集）                             |
| 2020年       | 法證先鋒IV            | 妙 姐（第8集）                              |
| 2020年       | 機場特警              | 送機母（第1集）                             |
| 2020年       | 機場特警              | 旅 客（第8集）                              |
| 2020年       | C9特工                | 街市顧客（第2集）                           |
| 2020年       | 香港愛情故事          | 群 姐（第1、10集）                          |
| 2021年       | 陀槍師姐2021          | 清潔工人（第1、4集）                        |
| 2021年       | 愛美麗狂想曲          | 芳 姐（第24集）                             |
| 2021年       | 我家無難事            | 鄰 居（第1集）                              |
| 2021年       | 把關者們              | 手機店師奶（第1集）                         |
| 2021年       | 十月初五的月光        | 群 姐（第6集）                              |
| 2022年       | 鐵拳英雄              | 泰國華僑（街坊）（第1、4集）                |
| 2022年       | 十八年後的終極告白2.0 | 學生家長（第5集）                           |
| 2022年       | 痞子殿下              | 香 君                                       |
| 2023年       | 黃金萬両              | 街 坊（第5集）                              |
| 2023年       | 靈戲逼人              | 清潔姐姐（第7集）                           |
| 2023年       | 寵愛Pet Pet           | A姐（第5集）                                |
| 2024年       | 廉政行動2024          | 醫館客人（第1集）                           |
| 2025年       | 痞子無間道            | 白雪雪                                      |
| 廉政公署     |                       |                                             |
| 1992年       | 廉政行動              | 李德求家屬Margaret Lee（單元《毒海尋梟》）  |
| 亞洲電視     |                       |                                             |
| 1992年       | 本是同根              | 梁氏企業職員                                |
| 1994年       | 郎心如鐵              | 花店老闆娘                                  |
| 1995年       | 一屋兩鬼三人行        | 茶 客                                       |
| 1995年       | 殭屍道長              | 紅 姨                                       |
| 1996年       | 再見艷陽天            | 斤 嫂                                       |
| 1996年       | 殭屍道長II            | 大貴嫂                                      |
| 1997年       | 97變色龍              | 工 人                                       |
| 1997年       | 屋企有個肥大佬        |                                             |
| 1997年       | 肥貓正傳              | 時裝店老闆娘（第10集）                      |
| 2004年       | 8號巴士站站情         | 朱 太（第5集）                              |
| ViuTV        |                       |                                             |
| 2016年       | 瑪嘉烈與大衛系列 綠豆 | 豆腐店店主（第9集）                         |

### 電視節目
| 首播           | 節目名             | 備註                         |
| 香港電台電視部 |                    |                              |
| 1988至1997年   | 教育電視           | 固定演出                     |
| 無綫電視       |                    |                              |
| 2016年         | 湊仔攻略           | 固定演出（短劇）             |
| 2021年         | 識貨               | 固定演出（購物團成員）       |
| 2021年         | 醫醫，我不想再病了 | 固定演出（第7集起）          |
| 2022年         | 思家大騙           | 固定演出                     |
| 2023年         | 警聲百二秒         | 固定演出（短劇、飾明仔母親） |
| 2024年         | 呃錢               | 固定演出（短劇、飾投資者）   |

### 電影
| 首映   | 電影名                                    | 角色                  |
| 1985年 | 法外情                                    | 陪審員                |
| 1988年 | 法內情                                    | 陪審員                |
| 1988年 | 雞同鴨講                                  | 剪綵嘉賓              |
| 1988年 | 警察故事續集                              | 商場店舖老闆          |
| 1988年 | 天羅地網                                  | 妓 女                 |
| 1989年 | 伴我闖天涯                                | 村 民                 |
| 1989年 | 奇蹟                                      | 碼頭女人              |
| 1989年 | 瀟灑先生                                  | 小 販                 |
| 1989年 | 夜激情                                    | 派對嘉賓              |
| 1989年 | 賭神                                      | 婦 人                 |
| 1990年 | 邊緣歲月                                  | 餐廳老闆              |
| 1990年 | 義膽雄心                                  | 十一叔妻子            |
| 1990年 | 驅魔警察                                  | 健身房接待員          |
| 1990年 | 香港舞男                                  | 闊 太                 |
| 1990年 | 麻衣傳奇                                  | 孕 婦                 |
| 1991年 | 聊齋艷譚續集：五通神                      | 玉印母                |
| 1991年 | 賭霸                                      | Dominic Saloon 客人   |
| 1991年 | 新精武門1991                              | 瀟灑鄰居              |
| 1991年 | 千王1991                                  | 富有寡婦              |
| 1991年 | 至尊無上II之永霸天下                      | 麻將玩伴              |
| 1991年 | 開心鬼上錯身                              | 狗 主                 |
| 1991年 | 黃飛鴻                                    | 小 販                 |
| 1991年 | 人鬼神                                    | 鴇 母                 |
| 1991年 | 老表發錢寒                                | 妓 女                 |
| 1991年 | 帶子洪郎                                  | 葬禮嘉賓              |
| 1991年 | 一世好命                                  | 俱樂部女郎            |
| 1992年 | 龍之根                                    | 派對賓客              |
| 1992年 | 羔羊大律師                                | 派對賓客              |
| 1992年 | 夜夜伴肥嬌                                | 阿友親戚              |
| 1992年 | 神算                                      | 貴賓休息室賭客        |
| 1992年 | 伙頭福星                                  | 婚禮賓客              |
| 1992年 | 五福星撞鬼                                | 路 人                 |
| 1992年 | 五月櫻唇                                  | 媽媽生                |
| 1992年 | 龍騰四海                                  | 沈雪母                |
| 1992年 | 俾鬼玩                                    | 霍轉紅母              |
| 1992年 | 應召女郎1988之二現代應召女郎              | Ivy                   |
| 1992年 | 飛女正傳                                  | 文 員                 |
| 1992年 | 三級七日情                                | 派對賓客              |
| 1992年 | 羔羊醫生                                  | 林過雨繼母            |
| 1992年 | 油尖少爺                                  | 陳太太                |
| 1992年 | 真的愛妳                                  | 顧 客                 |
| 1992年 | 女校風雲之邪教入侵                        | Maggie 母             |
| 1993年 | 神探乾濕褸                                | 雞雄鄰居              |
| 1993年 | 新應召女郎                                | 雷金娜母              |
| 1993年 | 夢斷危情                                  |                       |
| 1993年 | 末路驚情                                  | 母 親                 |
| 1993年 | 廉政第一擊                                | 委員會成員            |
| 1993年 | 風塵三俠                                  | 媽媽生                |
| 1993年 | 人生得意衰盡歡                            | 小明母                |
| 1993年 | 屬雞的女人                                | Amy 母                |
| 1993年 | 八仙飯店之人肉叉燒包                      | 陳慧宜（鄭臨妻子）    |
| 1993年 | 兩廂情願                                  | 男妓客人              |
| 1993年 | 鴨之一族                                  | 要求退款的客人        |
| 1993年 | 千王情人                                  | 玲 母                 |
| 1993年 | 濟公                                      | 妓 女                 |
| 1993年 | 皆大歡喜                                  | 老 師                 |
| 1993年 | 強姦案中案                                | 馮太太                |
| 1993年 | 紙盒藏屍之公審                            | 媽媽生                |
| 1993年 | 砵蘭街大少                                | 護 士                 |
| 1993年 | 滅門慘案之孽殺                            | 八卦女子              |
| 1993年 | 人肉天婦羅                                | 方 太                 |
| 1994年 | 重案實錄之驚天械劫案                      | 盧錫安繼母            |
| 1994年 | 大富之家                                  | 譚家親戚              |
| 1994年 | 飛虎雄心                                  | 餐廳客人              |
| 1994年 | 九品芝麻官之白面包青天                    | 老妓女                |
| 1994年 | 滿清禁宮奇案                              | 鴇 母                 |
| 1994年 | 弱殺                                      | 街 坊                 |
| 1994年 | 伴我同行                                  | 家 傭                 |
| 1994年 | 賭神2                                     | 二十一點遊戲觀眾      |
| 1994年 | 香港淪陷                                  | 寶寶母親              |
| 1994年 | 屯門色魔                                  | 第二位受害者          |
| 1995年 | 二奶村之殺夫                              | Simmie 姊             |
| 1995年 | 賭聖2：街頭賭聖                           | Auntie Chai           |
| 1995年 | 尖東老泥妹之四大天后                      | Luke 母               |
| 1995年 | 回魂夜                                    | 張 太                 |
| 1995年 | 救世神棍                                  | 善 信                 |
| 1995年 | 元洲街王后                                | 妓 女                 |
| 1995年 | 出更二人組                                |                       |
| 1995年 | 公僕II                                    | 車上女子              |
| 1996年 | 偷偷愛你                                  | 街邊小販              |
| 1996年 | 孟波                                      | 派對賓客              |
| 1996年 | 懵仔多情                                  | 女房東                |
| 1997年 | 最後判決                                  | 怒打顧薇的女人        |
| 1997年 | 南海十三郎                                | 江太史夫人            |
| 1997年 | 迷失樂園                                  | 法器師傅              |
| 1997年 | 四月四日                                  | 小學校長              |
| 1998年 | 陰陽路之升棺發財                          | 醫護人員              |
| 1998年 | 玉蒲團III官人我要                         | 蘇知府夫人            |
| 1998年 | 心思思                                    |                       |
| 1999年 | 失業皇帝                                  | 董射婚禮賓客          |
| 1999年 | 黑道風雲之收數王                          | 梁永發妻子            |
| 2000年 | 我在監獄的日子                            | 獄 警                 |
| 2000年 | 黑金之王                                  | 阿呂母親              |
| 2000年 | 賤男特警                                  |                       |
| 2000年 | 死亡網絡                                  | Irene 母              |
| 2001年 | 15歲半                                    | 阿 梅                 |
| 2001年 | 疊影殺機                                  | 茶 客                 |
| 2003年 | 天使死神                                  | 孤兒院姑娘            |
| 2003年 | 忘不了                                    | 攤 販                 |
| 2005年 | 瘦身                                      | 醫 生                 |
| 2005年 | 雀聖2自摸天后                             | 麻將玩家              |
| 2006年 | 寶貝計劃                                  | 鄰 居                 |
| 2007年 | 醒獅                                      | 清潔工人              |
| 2007年 | 每當變幻時                                | 富貴墟顧客            |
| 2008年 | 大四喜                                    | 明叔妻子              |
| 2010年 | 打擂台                                    | 黑牡丹                |
| 2012年 | 一路向西                                  | 麻將玩家              |
| 2015年 | 死開啲啦                                  | 阿強妻子              |
| 2015年 | 十年                                      | 表演者                |
| 2016年 | 選老頂                                    | 幼稚園校長            |
| 2017年 | 拆彈專家                                  | 人 質                 |
| 2019年 | 家和萬事驚                                | 街市菜販              |
| 2019年 | 去吧！女神兵團（泰國電影）                | 大 嬸（觀光巴士乘客） |
| 2019年 | 要·回家之未來沙田（民建聯沙田支部微電影） | 嫲 嫲                 |
| 2021年 | 殺出個黃昏                                | 歌廳顧客              |

### 短片
| 年份   | 內容                                                                               |
| 2019年 | 香港律師會「法律周宣傳短片第一章 - 容易受傷的女神 僱員補償的疑惑」                 |
| 2019年 | 香港律師會「法律周宣傳短片第二章 - 解開女神的心鎖 有事調解慢慢傾」                 |
| 2019年 | 香港律師會「法律周宣傳短片第三章 - 愛人，一生平安 簽咗遺囑、持久授權書先講啦！？」 |

### 廣告 / 代言
| 年份   | 內容                                                                                     |
| 廣告   |                                                                                          |
| 2016年 | 百老滙 × 容祖兒「隔住個 mon 都覺得好正咁囉」                                             |
| 2018年 | big big shop 眼霜產品                                                                    |
| 2018年 | BeautyForever「環球水療、面部護理及按摩 - 遞假紙」                                       |
| 2019年 | 九龍城廣場「抱抱三重獎 - 全齡傳承擁抱愛 親親媽咪大行動」                                 |
| 2019年 | 香港蘇寧雲商「窗口式冷氣機 - 放心去鍾意 蘇寧喺身邊」                                     |
| 2019年 | 港鐵「小角色 堅持呀！」                                                                  |
| 2019年 | 寶寧健「暢便鹼梅7.35 - 《開心通便》：貝拉群秘密任務」                                    |
| 2019年 | 韓國農水產食品流通公社（香港）「韓國提子、牛、人蔘、蜜瓜、水蜜桃 - 滋味韓流襲港報告」    |
| 2019年 | 東瀛遊「直航德島·玩轉四國 - 鳴門漩渦 四萬十川 讚岐烏冬等緊你」                           |
| 2019年 | n2cosme「Ecott Cosme 皇牌奇蹟蘋果全效修復系列 - 奇蹟蘋果特約：教你一招奇蹟 KO 未來奶奶」 |
| 2020年 | Big Big Shop「Thanko 減糖電飯煲」                                                        |
| 2022年 | 香港警務處財富情報及調查科「【 反洗黑錢月 • 唔租唔借唔賣呀】」                           |
| 2023年 | 環境保護署「垃圾收費」                                                                   |
| 代言   |                                                                                          |
| 2020年 | 長青紙尿片                                                                               |

## 曾獲獎項與提名
| 年份   | 獎項                                 | 結果             |
| 2018年 | 2018香港電視大獎「女配角獎（劇集）」 | 提名（最後五強） |

## 外部連結
- 許思敏的Facebook專頁
- 許思敏 Isabella群的Facebook專頁
- 許思敏的Instagram帳戶
- 許思敏 Isabella群的Instagram帳戶
- 許思敏在香港影庫上的簡介